# Vladimir Muravjov
Vladimir Pavlovitj Muravjov (ryska: Владимиир Павлович Муравьёв), född den 30 september 1959 i Qaraghandy, Kazakstan, är en sovjetisk friidrottare inom kortdistanslöpning.
Han tog OS-guld på 4 x 100 meter stafett vid friidrottstävlingarna 1980 i Moskva. 